# Håbo-Tibble kyrkby
Cet article possède un paronyme, voir Tible.
Håbo-Tibble kyrkby est une localité de Suède dans la commune d'Upplands-Bro située dans le comté de Stockholm.
Sa population était de 663 habitants en 2019.